# Wolgast
Wolgast (hist. Wołogoszcz) – miasto w Niemczech, w kraju związkowym Meklemburgia-Pomorze Przednie, w powiecie Vorpommern-Greifswald, nad cieśniną Piana, na historycznym Pomorzu Przednim, siedziba Związku Gmin Am Peenestrom. Zwane jest „bramą na wyspę Uznam” – dwa miejskie mosty łączą Uznam ze stałym lądem; na wyspie leży również dzielnica Mahlzow. Liczy 12 028 mieszkańców (31 grudnia 2018). Przez wiele lat stolica dzielnicy wołogoskiej w księstwie pomorskim.
W Wolgaście znajduje się stocznia Peene-Werft. Przez miasto przebiega droga krajowa B111.
W mieście rozwinął się przemysł drzewny, spożywczy, paszowy oraz materiałów budowlanych.

## Położenie
Miasto leży na zachodnim brzegu Cieśniny Piany (Peenestrom).

## Toponimia
W dokumentach średniowiecznych nazwa miasta została zapisana w formie Wologost (1140), Wolgust (1229), Wolgast (1250). Wywodzi się z języka połabskiego, od imienia Woligost. W języku polskim rekonstruowana jest w formie Wołogoszcz, ew. Ołogoszcz. W Słowniku geograficznym Królestwa Polskiego w XIX w. miasto opisano pod nazwą Wołgoszcz.

## Historia

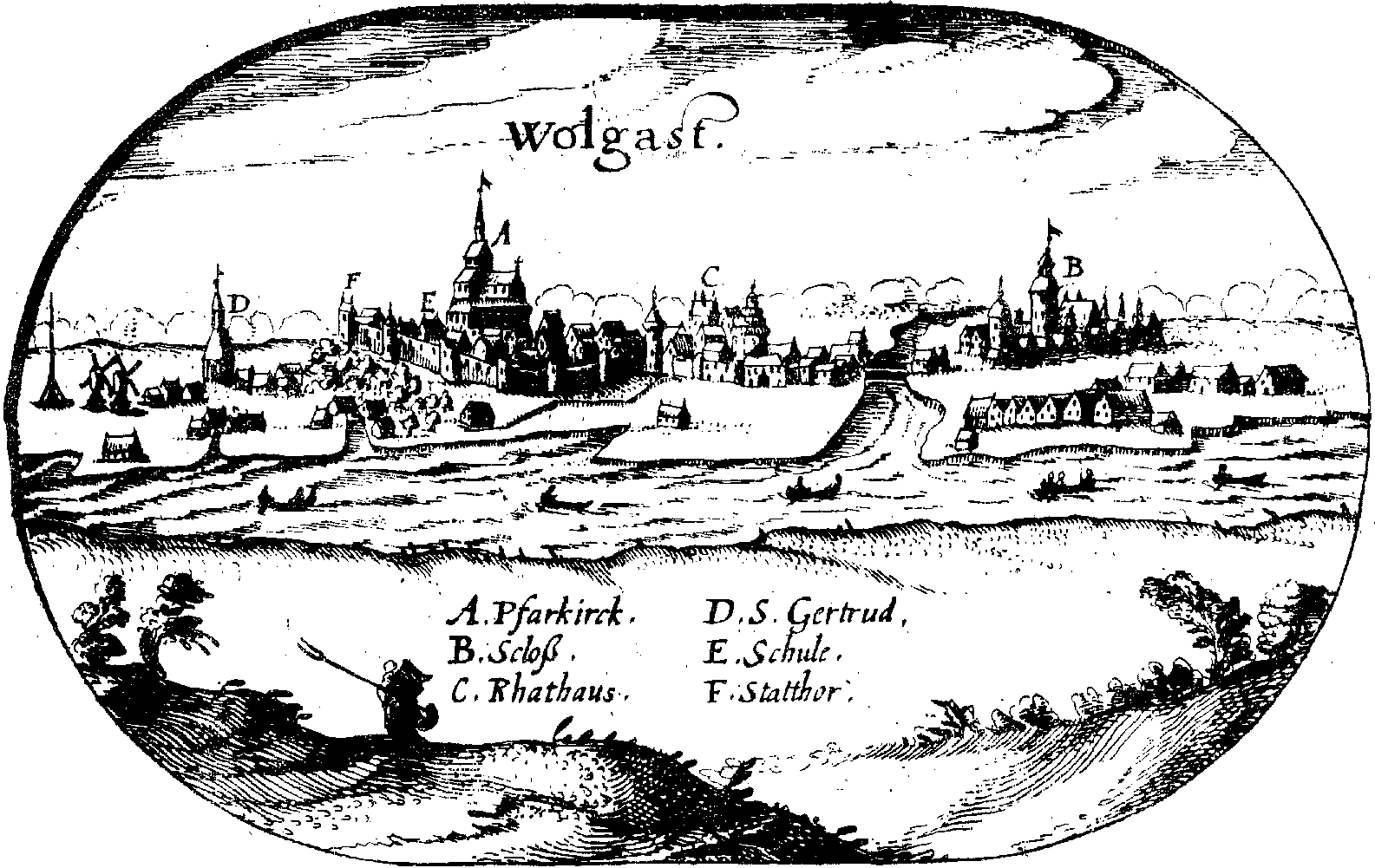
Panorama miasta na Wielkiej Mapie Księstwa Pomorskiego, XVII w.

Miejscowość została założona przez Słowian połabskich. Początki grodu sięgają X-XI w. W pierwszej poł. XII w. weszła w skład Pomorza Zachodniego stając się siedzibą kasztelanii. Obok grodu istniał targ wspomniany w 1128 roku. Gród był ważnym punktem strategicznym podczas walk duńsko-słowiańskich w 2 poł. XII w. W 1162 Wołogoszcz tymczasowo znalazła się pod zwierzchnictwem duńskim, a na dłużej w 1185, pozostając duńskim lennem do połowy XIII w.
W 1282 lokowana na prawie lubeckim. W roku 1296 po podziale księstwa (zachodnio)pomorskiego na księstwo szczecińskie i księstwo wołogoskie, stała się stolicą tego drugiego. Pomiędzy 1478 a 1532 ponownie w granicach zjednoczonego księstwa pomorskiego ze stolicą w Szczecinie, po czym ponownie, do 1625, stolica księstwa wołogoskiego. W okresach stołecznych rezydencja książąt wołogoskich mieściła się na zamku książęcym, obecnie nieistniejącym, a średniowieczny kościół św. Piotra stał się jednym z głównych miejsc spoczynku pomorskich książąt. Miasto było również członkiem Ligi Hanzeatyckiej.

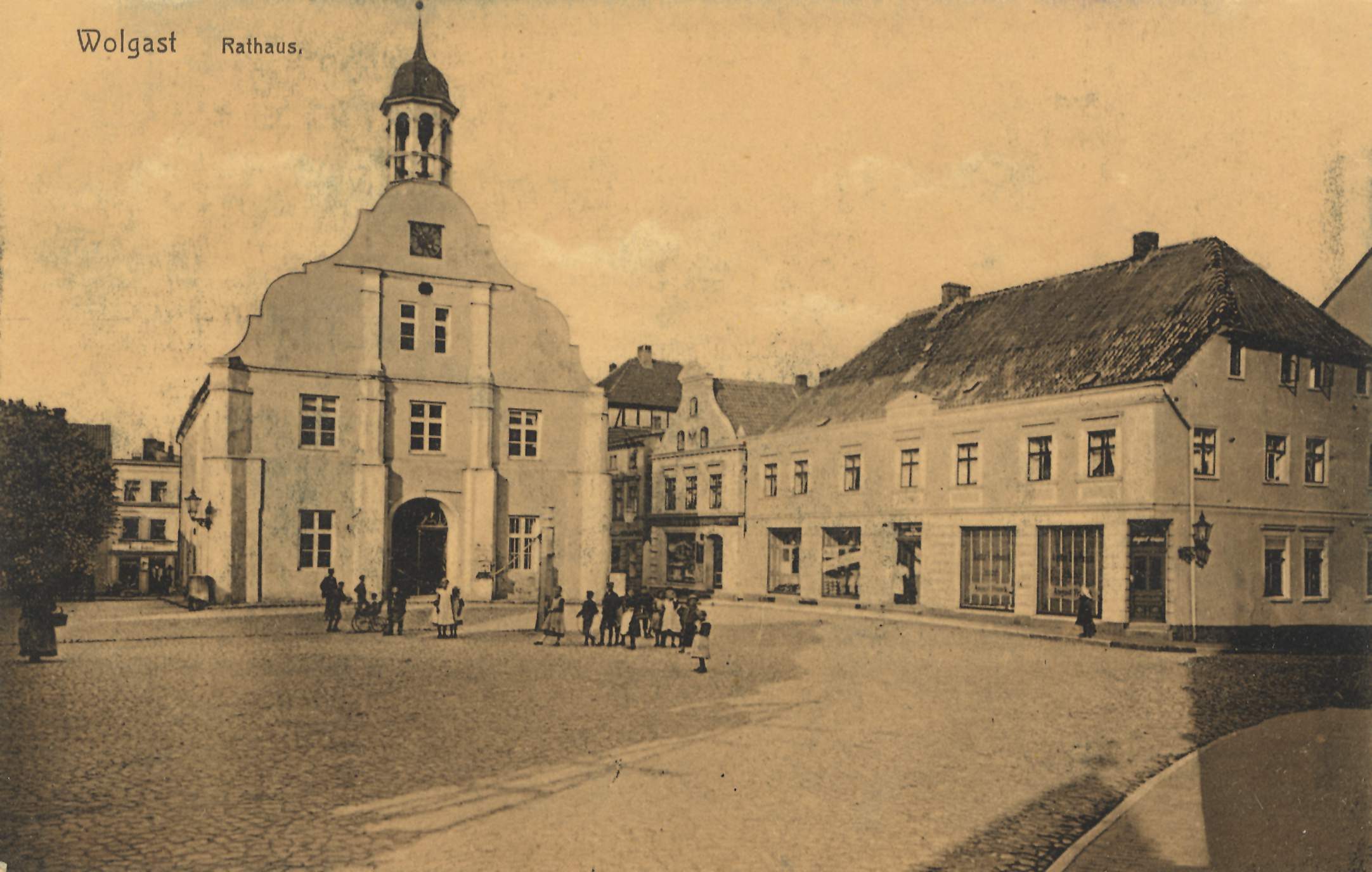
Plac Ratuszowy ok. 1900 r.

W czasie wojny trzydziestoletniej w 1628 stoczona tu została duńsko-austriacka bitwa pod Wołogoszczą, a 26 czerwca 1630 w pobliskim Peenemünde wylądowały wojska króla szwedzkiego Gustawa Adolfa rozpoczynając szwedzką okupację – po zakończeniu wojny pokojem westfalskim w 1648 miasto weszło w skład szwedzkiej prowincji Pomorze Przednie. Na mocy postanowień kongresu wiedeńskiego w 1815 miasto przeszło w ręce pruskie, od 1871 w granicach Niemiec. W 1849 rozebrano pozostałości zamku książęcego. W 1910 zbudowano kościół katolicki pw. Najświętszego Serca Jezusa na potrzeby pracujących tu Polaków.
W latach 1949–1990 miasto należało do NRD.
W 2006 doszczętnie spłonął zabytkowy spichlerz z XIX w.
1 stycznia 2012 do miasta włączono gminy Buddenhagen oraz Hohendorf, które stały się automatycznie jego dzielnicami.

## Zabytki
- Kościół św. Piotra (St. Petri) – gotycki kościół z XIII-XV w., jedno z głównych miejsc spoczynku książąt zachodniopomorskich z dynastii Gryfitów. W 1489 w została tu pochowana Małgorzata, pierwsza małżonka Bogusława X. W kościele zachowane sarkofagi książąt pomorskich ich żon oraz dzieci: Filipa I (1515-60) jego żony Marii Saskiej (zm. 1583), ich córki Amelii pomorskiej (1547-80), Ernesta Ludwika (1545-92), jego żony Zofi Jadwigi (1561-1631), ich córki Jadwigi Marii (1579-1606), Filipa Juliusza (1584-1625). W kościele spoczęli także inni książęta pomorscy Warcisław IX (1400-57) i prawdopodobnie Warcisław VIII (1373-1415)[9].
- mury miejskie
- Plac Ratuszowy (Rathausplatz)
  - ratusz, barokowy z lat 1720-1724
  - Muzeum Historii Miasta (Stadtgeschichtliches Museum(inne języki)) w dawnym spichlerzu z XVII w.
  - gmach banku z dwudziestolecia międzywojennego
- Nowy Ratusz z XVIII w.
- Kościół Najświętszego Serca Jezusa (Herz-Jesu) – neogotycki kościół katolicki, wzniesiony w 1910 na potrzeby Polaków[7]
- Stary cmentarz z gotycką kaplicą św. Gertrudy (Gertrudenkapelle)
- spichlerze i młyny
- domy i kamienice
- gmach poczty z lat 1884-1885
- Kaplica św. Jerzego (St. Jürgen), gotycka
- dworzec kolejowy z XIX w.

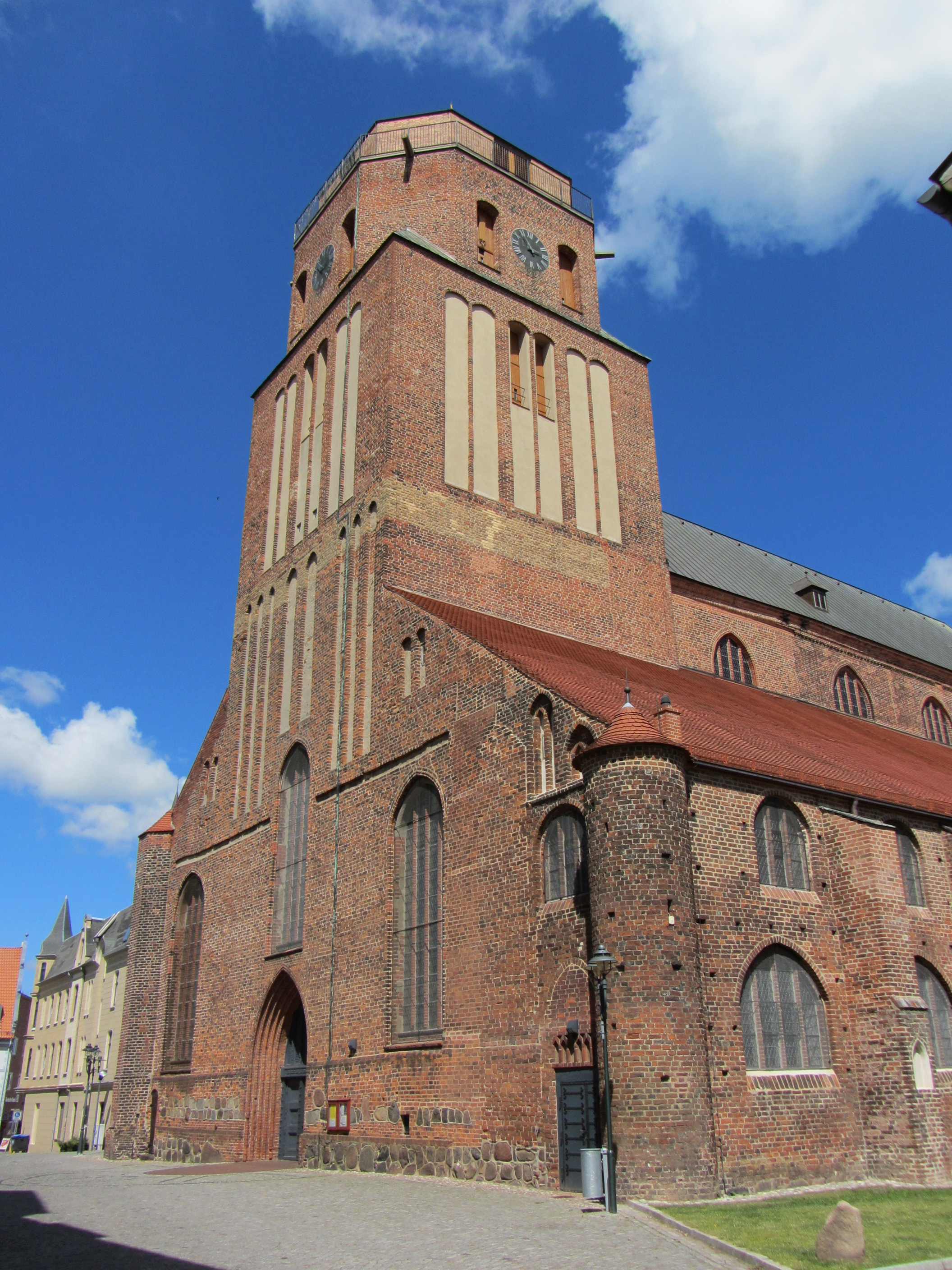
Kościół św. Piotra (St. Petri)
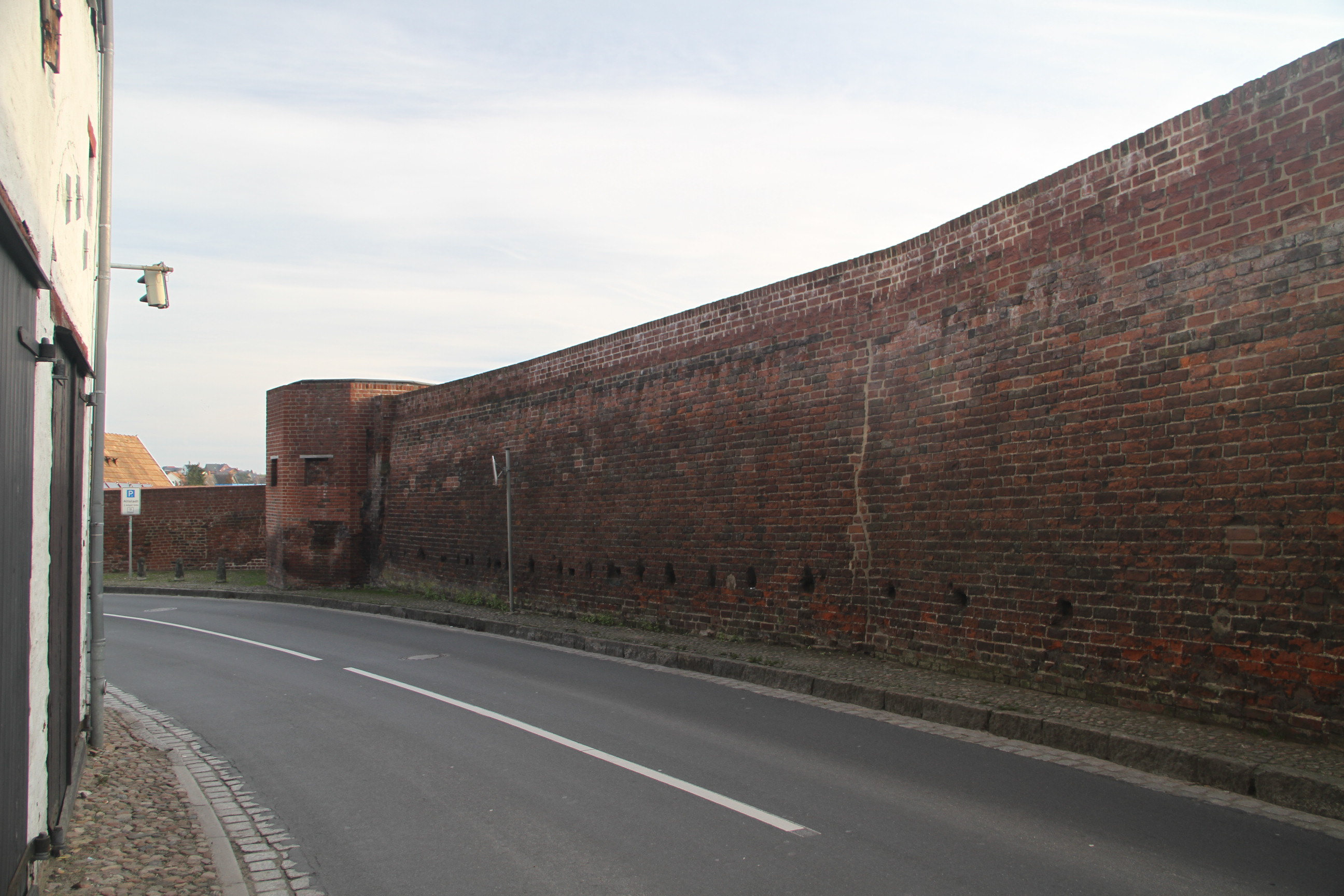
Mury miejskie
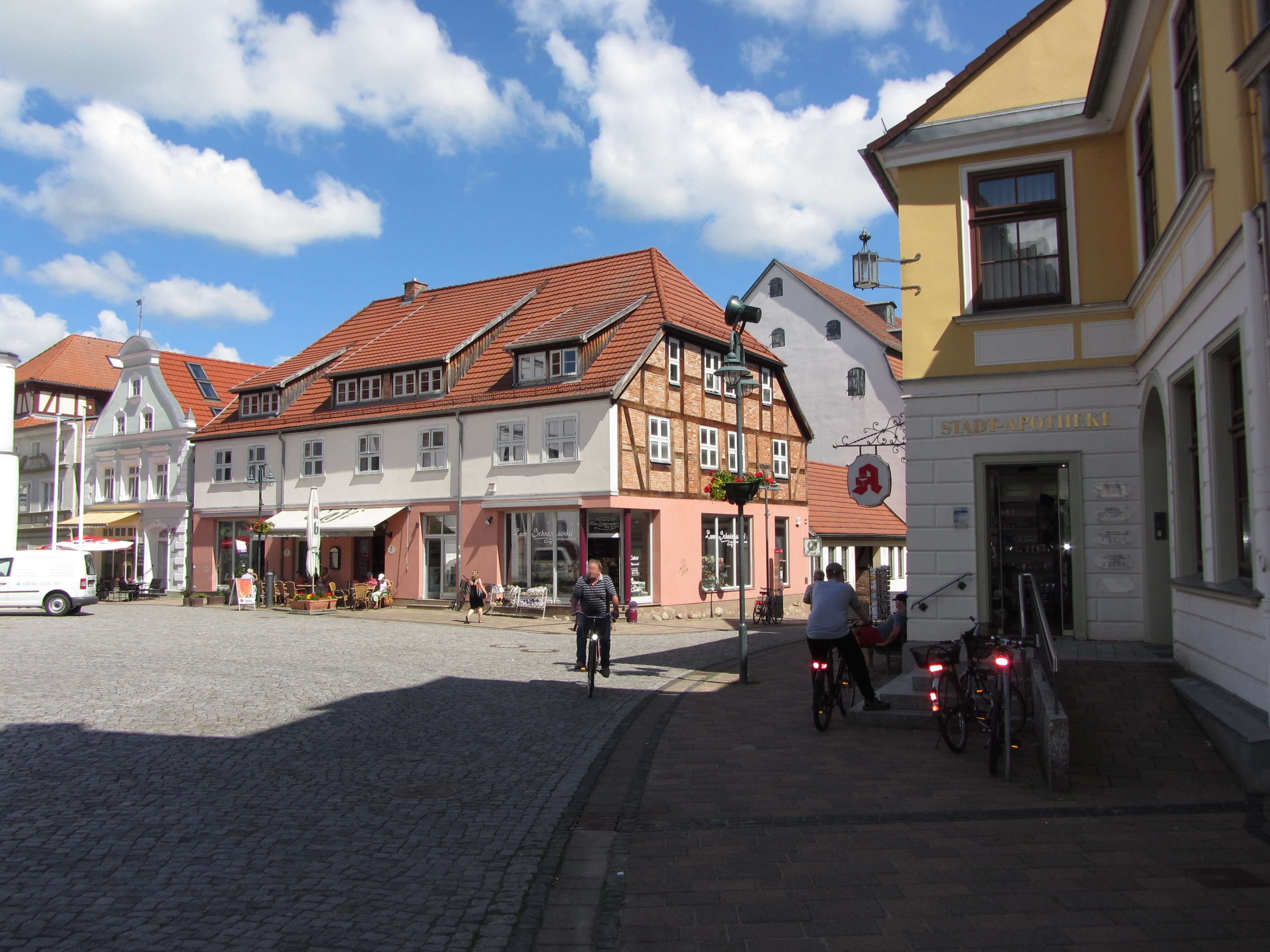
Plac Ratuszowy
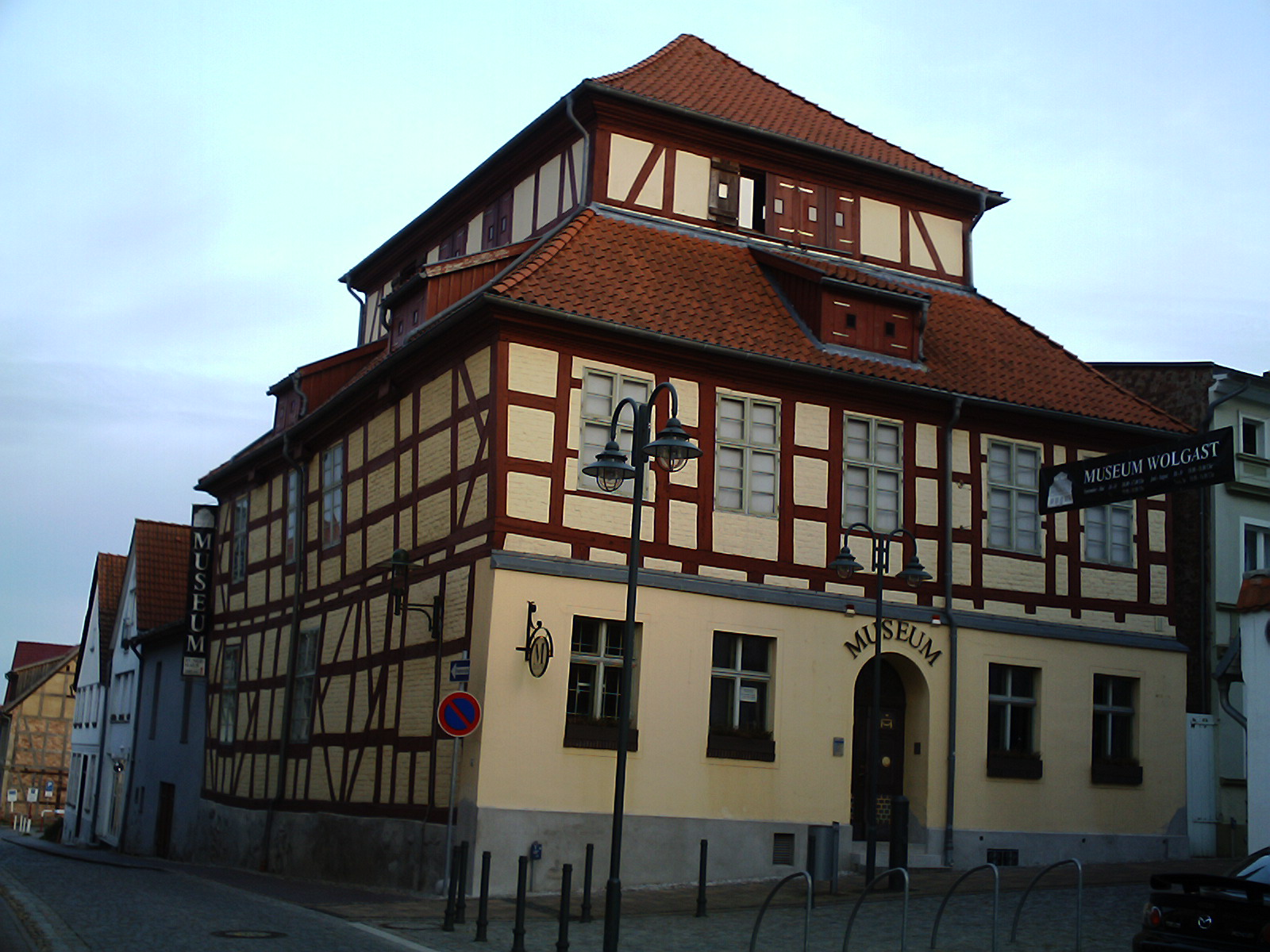
Muzeum Historii Miasta (Stadtgeschichtliches Museum)
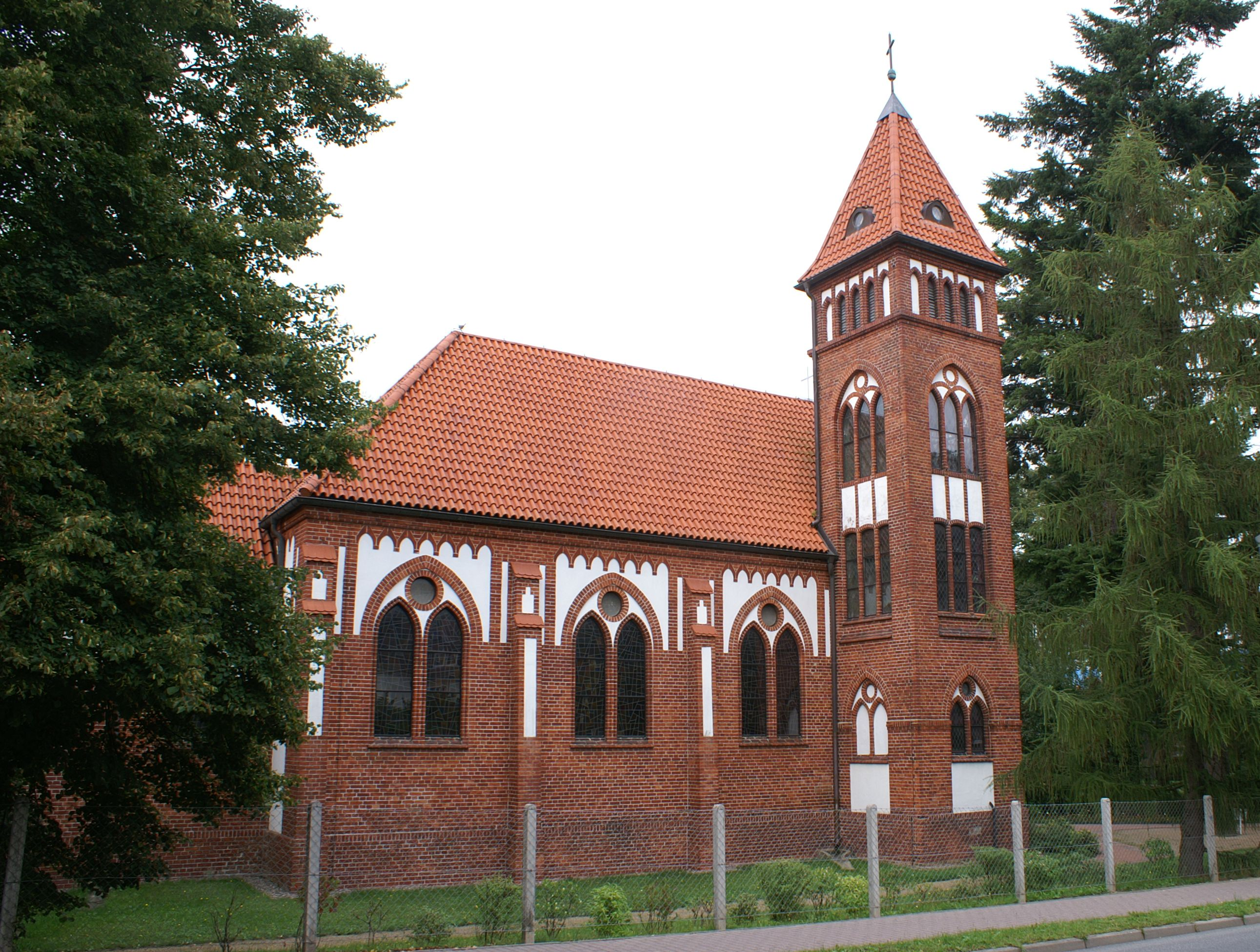
Kościół Najświętszego Serca Jezusa (Herz-Jesu)
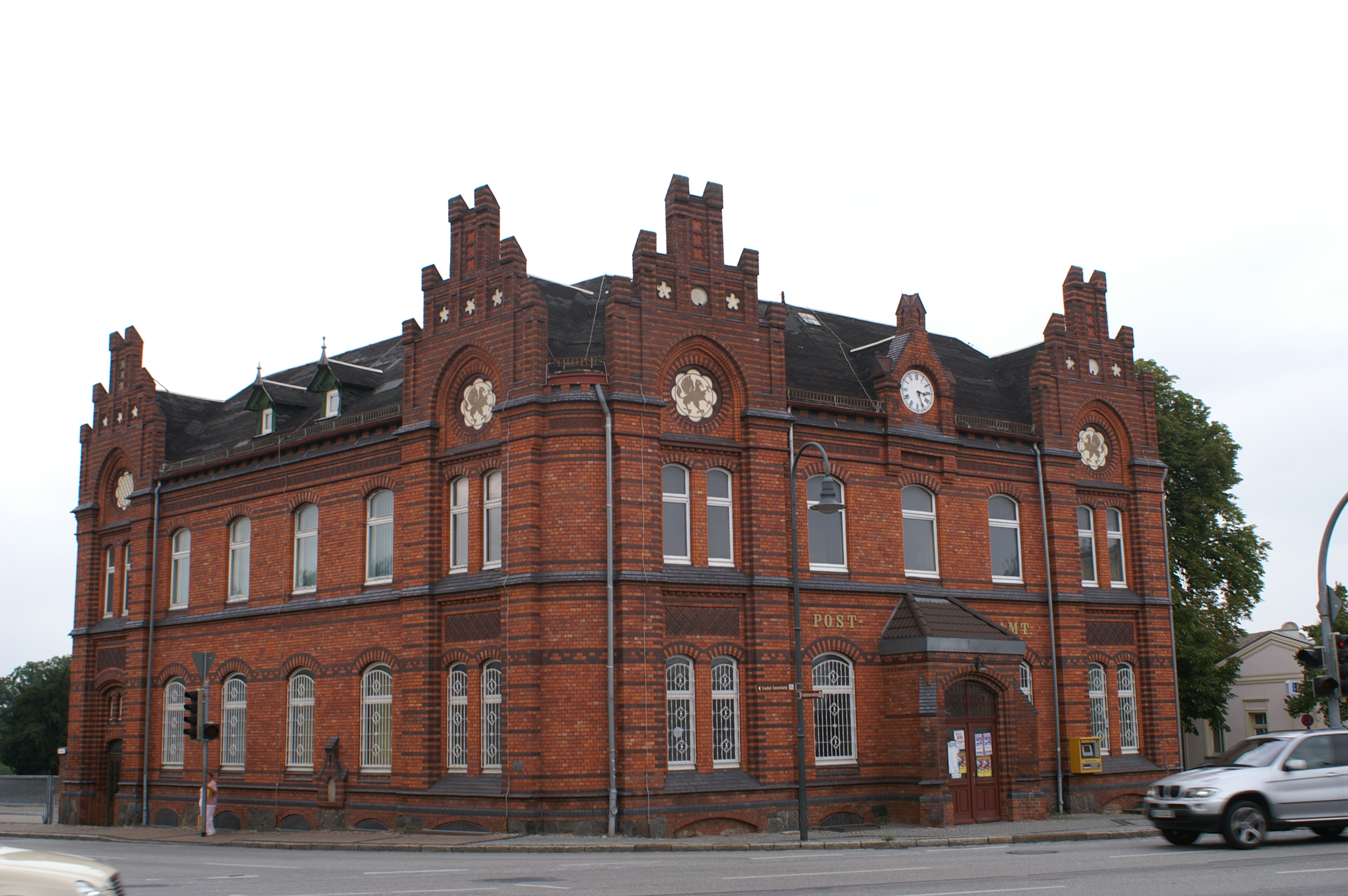
Gmach poczty

## Urodzeni i zmarli
W mieście na świat przyszli liczni przedstawiciele pomorskiej dynastii Gryfitów:
- Barnim X Młodszy – książę darłowski (1569–1600), bytowski (1573–1600) i szczeciński (1600–1603)
- Bogusław XIII – książę wołogoski (1560–1569), bardowsko-nowopolski (1569–1605), szczeciński (1603–1606) i darłowsko-bytowski (1605-1606)
- Ernest Ludwik – książę wołogoski (1569–1592)
- Filip Juliusz – książę wołogoski (1592–1625) i bardowsko-nowopolski (1605–1625)
- Jan Fryderyk – książę wołogoski (1560–1569) i szczeciński (1569–1600), biskup kamieński (1557–1574)
- Kazimierz VII – książę darłowsko-bytowski (1600–1605) i szczeciński (1603), biskup kamieński (1574–1602)
- Amelia pomorska – księżniczka pomorska
- Anna pomorska – księżniczka wołogoska i księżna meklemburska
- Jadwiga Maria pomorska – księżniczka wołogoska
- Eryk II (książę pomorski) (1418–1425) – książę, zmarł w Wolgast.

Ponadto w 1777 urodził się tu niemiecki malarz epoki romantyzmu Philipp Otto Runge.

## Współpraca
- Polska: Karlino
- Dania: Nexø
- Szwecja: Sölvesborg

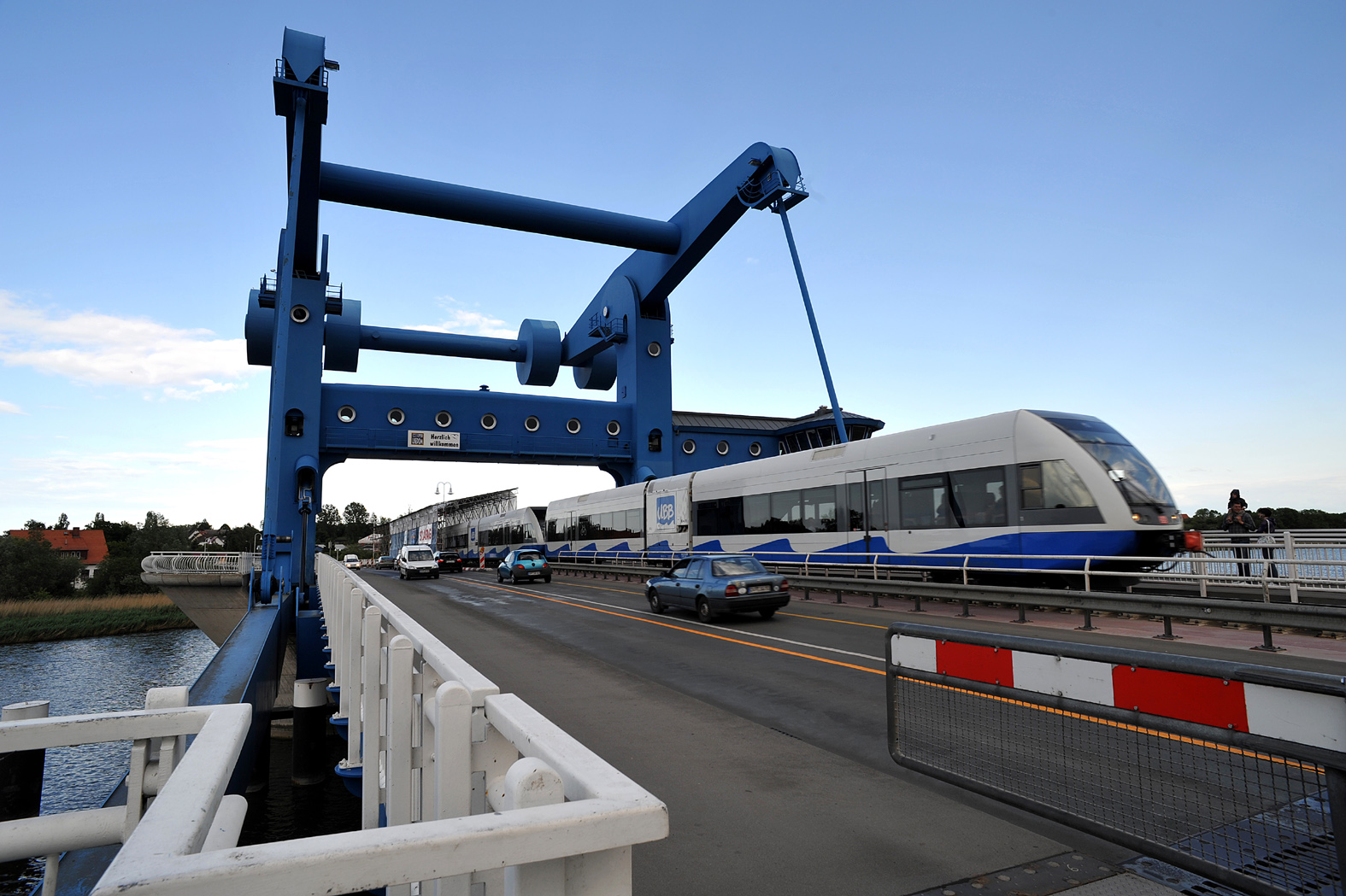
Most nad Pianą

- Szlezwik-Holsztyn: Wedel[10]